# Canton de Toulon-8
Le canton de Toulon-8 est un ancien canton français situé dans le département du Var et la région Provence-Alpes-Côte d'Azur.

## Géographie
Ce canton était organisé autour de Toulon dans l'arrondissement de Toulon. Son altitude variait de 0 m (Toulon) à 589 m (Toulon) pour une altitude moyenne de 1 m.

## Histoire
Canton créé en 1973 (décret du 2 août 1973) - Division des cantons Toulon-1, 3, 4 et 5).

## Administration
| Période | Période | Identité       | Étiquette    | Qualité |
| ------- | ------- | -------------- | ------------ | --- |
| 1973    | 1982    | Jacques Pizard | PCF          | Professeur, ancien membre du Comité de Libération des Pyrénées-Orientales Conseiller municipal de Perpignan puis de Toulon Ancien conseiller général du Canton de Toulon-3 (1964-1973) |
| 1982    | 1994    | Pierre Goutx   | RPR puis DVD | Médecin Adjoint au Maire de Toulon |
| 1994    | 2001    | Marc Bayle     | RPR          | Professeur d'université |
| 2001    | 2015    | Jean Bombin    | RPR puis UMP | Maître de conférences, praticien hospitalier, Toulon |

## Composition
Le canton de Toulon-8 groupe 1 commune et compte 25 445 habitants (recensement de 2010 sans doubles comptes).
| Communes                                          | Population (2012) | Code postal | Code Insee |
| ------------------------------------------------- | ----------------- | ----------- | ---------- |
| Toulon (chef-lieu du canton), fraction de commune | 25 445            | 83000       | 83137      |

## Démographie
| 1962 | 1968 | 1975 | 1982 | 1990   | 1999   | 2006   | 2009 |
| ---- | ---- | ---- | ---- | ------ | ------ | ------ | ---- |
| -    | -    | -    | -    | 25 789 | 25 111 | 25 411 | -    |